# Conselleria d'Hisenda i Economia de la Generalitat Valenciana
La Conselleria d'Hisenda i Economia de la Generalitat Valenciana és una conselleria o departament de la Consell de la Generalitat Valenciana activa des de l'etapa preautonòmica del País Valencià i que ha canviat la seua nomenclatura en diversos moments.
Les competències del departament són les referides a la hisenda, finançament, economia, sector públic empresarial i fundacional de la Generalitat i consorcis no sanitaris adscrits a la Generalitat, patrimoni i projectes i fons europeus.
En la XI legislatura la consellera responsable és Ruth Merino.

## Entitats i organismes adscrits
Té adscrites diverses entitats i organismes entre les seues funcions:
- IVF (Institut Valencià de Finances)
- ATV (Agència Tributària Valenciana)
- IVE (Institut Valencià d'Estadística)

## Històric de competències
La conselleria ha pres el nom d'Economia i Hisenda des del primer gabinet del Consell del País Valencià i s'ha mantés amb aquest nom i agrupació, amb petites modificacions, fins a l'actualitat.
El primer canvi és al huitè gabinet preautonòmic quan es desglossa en la conselleria d'Hisenda i la conselleria d'Economia entre els anys 1981 i 1982. La conselleria també ha incorporat diverses competències al llarg de la història democràtica del Consell, com les d'ocupació i treball (V, VI i VII Legislatures) o administració pública (IV i XI Legislatures).

## Llista de conselleres i consellers
| #                                                                   | Legislatura                                  | Nom                                          | Nom                                          | Inici mandat                                 | Fi mandat                                    | Partit polític                               | Partit polític                               |
| Conselleria d'Economia i Hisenda (1978-1981)                        | Conselleria d'Economia i Hisenda (1978-1981) | Conselleria d'Economia i Hisenda (1978-1981) | Conselleria d'Economia i Hisenda (1978-1981) | Conselleria d'Economia i Hisenda (1978-1981) | Conselleria d'Economia i Hisenda (1978-1981) | Conselleria d'Economia i Hisenda (1978-1981) | Conselleria d'Economia i Hisenda (1978-1981) |
| ------------------------------------------------------------------- | -------------------------------------------- | -------------------------------------------- | -------------------------------------------- | -------------------------------------------- | -------------------------------------------- | -------------------------------------------- | -------------------------------------------- |
| 1                                                                   | Preautonomia                                 |                                              | Javier Aguirre de la Hoz                     | 10 d'abril de 1978                           | 30 de juny de 1979                           |                                              | UCD                                          |
| 2                                                                   | Preautonomia                                 |                                              | Enric Monsonís Domingo                       | 30 de juny de 1979                           | 15 de setembre de 1981                       |                                              | UCD                                          |
| Conselleria d'Hisenda (1981-1982)                                   |                                              |                                              |                                              |                                              |                                              |                                              |                                              |
| 3                                                                   | Preautonomia                                 |                                              | Jorge Navarro Canuto                         | 15 de setembre de 1981                       | 11 d'agost de 1982                           |                                              | UCD                                          |
| Conselleria d'Economia i Hisenda (1982-2011)                        |                                              |                                              |                                              |                                              |                                              |                                              |                                              |
| 4                                                                   | Preautonomia, I, II i III                    |                                              | Antoni Birlanga Casanova                     | 11 d'agost de 1982                           | 12 de juliol de 1993                         |                                              | PSPV                                         |
| 5                                                                   | III                                          |                                              | Aurelio Martínez Estévez                     | 12 de juliol de 1993                         | 6 juliol de 1995                             |                                              | PSPV                                         |
| 6                                                                   | IV                                           |                                              | José Luis Olivas Martínez                    | 6 juliol de 1995                             | 23 de juliol de 1999                         |                                              | PP                                           |
| Conselleria d'Economia, Hisenda i Ocupació (2000-2011)              |                                              |                                              |                                              |                                              |                                              |                                              |                                              |
| 7                                                                   | V                                            |                                              | Vicent Rambla Momplet                        | 23 de juliol de 1999                         | 21 de juny de 2003                           |                                              | PP                                           |
| 8                                                                   | VI i VII                                     |                                              | Gerardo Camps Devesa                         | 21 de juny de 2003                           | 22 de juny de 2011                           |                                              | PP                                           |
| Conselleria d'Hisenda i Administració Pública (2011-2015)           |                                              |                                              |                                              |                                              |                                              |                                              |                                              |
| 9                                                                   | VIII                                         |                                              | José Manuel Vela Bargues                     | 22 de juny de 2011                           | 30 de novembre de 2012                       |                                              | PP                                           |
| 10                                                                  | VIII                                         |                                              | Juan Carlos Moragues Ferrer                  | 30 de novembre de 2012                       | 30 de juny de 2015                           |                                              | PP                                           |
| Conselleria d'Hisenda i Model Econòmic (2015-2023)                  |                                              |                                              |                                              |                                              |                                              |                                              |                                              |
| 11                                                                  | IX i X                                       |                                              | Vicent Soler i Marco                         | 30 de juny de 2015                           | 14 de maig de 2022                           |                                              | PSPV                                         |
| 12                                                                  | X                                            |                                              | Arcadi España García                         | 14 de maig de 2022                           | 18 de juliol de 2023                         |                                              | PSPV                                         |
| Conselleria d'Hisenda, Economia i Administració Pública (2023-2024) |                                              |                                              |                                              |                                              |                                              |                                              |                                              |
| Conselleria d'Hisenda i Economia (2024- )                           |                                              |                                              |                                              |                                              |                                              |                                              |                                              |
| 13                                                                  | XI                                           |                                              | Ruth Merino Peña                             | 19 de juliol de 2023                         | Actualitat                                   |                                              | Independent                                  |